# Drosophila birchii
Drosophila birchii este o specie de muște din genul Drosophila, familia Drosophilidae, descrisă de Theodosius Grigorievich Dobzhansky și Mather în anul 1961. Conform Catalogue of Life specia Drosophila birchii nu are subspecii cunoscute.